# William Skarstrom
Algot Wilhelm "William" Skarstrom, född 15 juni 1869 i Stockholm, död 23 mars 1951 i Duxbury, Massachusetts, var en svenskamerikansk gymnastikpedagog.
William Skarstrom var son till kakelarbetaren Anders Skarström. Efter några år till sjöss utvandrade han 1889 till USA, där han blev lärare och instruktör i svensk gymnastik vid YMCA i New York samt vid Pratt Institute i Brooklyn. Sin egen utbildning fullföljde han genom en krus vid Boston Normal School of Gymnastics, varifrån han utexaminerades 1895. Han studerade därefter medicin vid Harvard University och blev 1901 medicine doktor. Han var därefter några år verksam som lärare och instruktör i fysisk fostran vid bland annat Massachusetts Institute of Technology i Cambridge, Massachusetts, University of Southern California i Los Angeles och 1903–1912 vid Columbia University i New York. 1912 kallades han till biträdande professor i hygien och fysisk fostran vid Wellesley College för flickor i Wellesley, Massachusetts, blev 1918 ordinarie professor där samt avgick 1931 såsom emeritus. Skarstrom var en inspirerande lärare och en hängiven talesman för den Lingska gymnastiken, anpassad till erfarenheter från den fysiska fostrans område. Hans båda arbeten, Gymnastic Kinesiology (1909, 2:a upplagan 1913) och Gymnastic Teaching (1914, 2:a upplagan 1921) blev båda viktiga för gymnastiken i USA. Wellesley College hedrade honom genom att instifta en fond, The William Skarstom Fund till hans minne.